# Kemet
Kemet, vilket översatt betyder "det svarta landet" eller "den svarta jorden", var det inhemska namnet på kungadömet som uppstod i forntida Egypten ca 3000 f.Kr. Namnet syftar på det fruktbara Nildeltat som varje år översvämmades av Nilens avlagringar, och står i motsättning till den omgivande öknen, som benämndes "den röda jorden".